# Valentín Castellanos
Valentín Mariano José Castellanos Giménez, detto Taty (Mendoza, 3 ottobre 1998), è un calciatore argentino, attaccante della Lazio e della nazionale argentina.

## Caratteristiche tecniche
Di ruolo punta centrale, è abile nel gioco aereo e nei movimenti in profondità, sa attaccare lo spazio.

## Carriera

### Club

#### Gli esordi
Comincia la sua carriera calcistica nelle giovanili del Banco Nacion e del Club Leonardo Murialdo, per poi trasferirsi ai cileni della Universidad de Chile. Debutta diciottenne in prima squadra in occasione del match contro il Corinthians valido per la prima fase della Copa Sudamericana del 2017 e perso per 4-1, collezionando 14 minuti nel finale di gara.
Dopo alcune brevi apparizioni negli scampoli di stagione, nel luglio del 2017 passa con la formula del prestito secco gratuito per la durata di un anno agli uruguaiani del Torque, con i quali raccoglie, nella prima parte, 11 presenze e segna due reti, aiutando il club di Montevideo a vincere la Segunda División e, quindi, ad ottenere la promozione nella massima serie uruguaiana per la prima volta nella sua storia; successivamente, nella seconda parte, gioca da neopromosso nella Primera División e colleziona altre 18 presenze, impreziosendole con 3 gol: in totale riesce ad accumulare 29 presenze e 5 gol tra tutte le competizioni.
Il 1º luglio 2018, avendo mantenuto le aspettative e convinto a suon di buone prestazioni, l'argentino viene riscattato dal Torque e il suo trasferimento viene reso definitivo, con gli uruguagi che versano ai cileni una somma pari a 150 000 euro.

#### New York City
Il 27 luglio 2018 viene girato in prestito secco gratuito al New York City, squadra facente parte della galassia calcistica costruita dal City Football Group intorno alla figura del suo club principale, il Manchester City, per una durata di sei mesi, facendo così il proprio debutto in MLS.

#### Prestito al Girona
Il 25 luglio 2022 viene ufficializzato il passaggio di Castellanos al Girona con la formula del prestito. Il 25 aprile 2023, nella vittoria casalinga ai danni del Real Madrid (4-2), realizza tutte e quattro le reti della sua squadra e diventa il primo giocatore nella Liga dal 1947 a segnare quattro reti ai Blancos nello stesso match. Questa impresa sarà poi replicata da Alexander Sørloth il 19 maggio 2024.

#### Lazio
Il 21 luglio 2023 la Lazio annuncia il suo acquisto a titolo definitivo per 15 milioni di euro. Il 20 agosto 2023 esordisce con la maglia biancoceleste nella partita contro il Lecce, valida per la prima giornata della Serie A. Segna il suo primo gol l'8 ottobre nella vittoria interna per 3-2 contro l'Atalanta. Mette a segno invece la sua prima doppietta il 16 marzo 2024 nella vittoria esterna per 2-3 contro il Frosinone. Il 23 aprile segna una doppietta alla Juventus nella semifinale di ritorno di Coppa Italia, che però non è sufficiente per l'accesso alla finale, in quanto la Lazio vince per 2-1 dopo aver perso all'andata per 2-0. Per l'argentino sono i primi gol in suddetta manifestazione.

### Nazionale
Ha giocato nella nazionale argentina Under-23. Il 19 agosto 2024 il CT dell'albiceleste Lionel Scaloni lo convoca per la prima volta in nazionale argentina per le partite di qualificazione al Mondiale 2026 contro Cile e Messico del settembre successivo. Esordisce il 5 settembre successivo nella sfida contro il Cile, vinta 3-0 dall'albiceleste, subentrando all'89º a Julián Álvarez.

## Statistiche

### Presenze e reti nei club
Statistiche aggiornate al 25 maggio 2025.
| Stagione             | Squadra              | Campionato           | Campionato | Campionato | Coppe nazionali | Coppe nazionali | Coppe nazionali | Coppe continentali | Coppe continentali | Coppe continentali | Altre coppe | Altre coppe | Altre coppe | Totale | Totale |
| Stagione             | Squadra              | Comp                 | Pres       | Reti       | Comp            | Pres            | Reti            | Comp               | Pres               | Reti               | Comp        | Pres        | Reti        | Pres   | Reti   |
| -------------------- | -------------------- | -------------------- | ---------- | ---------- | --------------- | --------------- | --------------- | ------------------ | ------------------ | ------------------ | ----------- | ----------- | ----------- | ------ | ------ |
| 2016-2017            | Universidad de Chile | PD                   | 0          | 0          | CC              | 0               | 0               | CS                 | 1                  | 0                  | -           | -           | -           | 1      | 0      |
| 2017                 | Torque               | SD                   | 11         | 2          | -               | -               | -               | -                  | -                  | -                  | -           | -           | -           | 11     | 2      |
| feb.-giu. 2018       | Torque               | PD                   | 19         | 3          | -               | -               | -               | -                  | -                  | -                  | -           | -           | -           | 19     | 3      |
| Totale Torque        | Totale Torque        | Totale Torque        | 30         | 5          |                 | 0               | 0               |                    | 0                  | 0                  |             | 0           | 0           | 30     | 5      |
| lug.-nov. 2018       | New York City        | MLS                  | 8+2        | 1+0        | USOC            | 0               | 0               | -                  | -                  | -                  | -           | -           | -           | 10     | 1      |
| 2019                 | New York City        | MLS                  | 30+1       | 11+0       | USOC            | 3               | 0               | -                  | -                  | -                  | -           | -           | -           | 34     | 11     |
| 2020                 | New York City        | MLS                  | 19+1       | 6+0        | -               | -               | -               | CCL                | 4                  | 0                  | MiB         | 5           | 1           | 29     | 7      |
| 2021                 | New York City        | MLS                  | 32+3       | 19+3       | -               | -               | -               | -                  | -                  | -                  | LC          | 1           | 1           | 36     | 23     |
| feb.-lug. 2022       | New York City        | MLS                  | 17         | 13         | USOC            | 2               | 0               | CCL                | 6                  | 4                  | -           | -           | -           | 25     | 17     |
| Totale New York City | Totale New York City | Totale New York City | 113        | 53         |                 | 5               | 0               |                    | 10                 | 4                  |             | 6           | 2           | 134    | 59     |
| 2022-2023            | Girona               | PD                   | 35         | 13         | CR              | 2               | 1               | -                  | -                  | -                  | -           | -           | -           | 37     | 14     |
| 2023-2024            | Lazio                | A                    | 35         | 4          | CI              | 4               | 2               | UCL                | 7                  | 0                  | SI          | 0           | 0           | 46     | 6      |
| 2024-2025            | Lazio                | A                    | 29         | 10         | CI              | 0               | 0               | UEL                | 11                 | 4                  | -           | -           | -           | 40     | 14     |
| Totale Lazio         | Totale Lazio         | Totale Lazio         | 64         | 14         |                 | 4               | 2               |                    | 18                 | 4                  |             | 0           | 0           | 86     | 20     |
| Totale carriera      | Totale carriera      | Totale carriera      | 242        | 85         |                 | 11              | 3               |                    | 29                 | 8                  |             | 6           | 2           | 288    | 98     |

### Cronologia presenze e reti in nazionale
| Cronologia completa delle presenze e delle reti in nazionale ― Argentina | Cronologia completa delle presenze e delle reti in nazionale ― Argentina | Cronologia completa delle presenze e delle reti in nazionale ― Argentina | Cronologia completa delle presenze e delle reti in nazionale ― Argentina | Cronologia completa delle presenze e delle reti in nazionale ― Argentina | Cronologia completa delle presenze e delle reti in nazionale ― Argentina | Cronologia completa delle presenze e delle reti in nazionale ― Argentina | Cronologia completa delle presenze e delle reti in nazionale ― Argentina |
| Data                                                                     | Città                                                                    | In casa                                                                  | Risultato                                                                | Ospiti                                                                   | Competizione                                                             | Reti                                                                     | Note                                                                     |
| ------------------------------------------------------------------------ | ------------------------------------------------------------------------ | ------------------------------------------------------------------------ | ------------------------------------------------------------------------ | ------------------------------------------------------------------------ | ------------------------------------------------------------------------ | ------------------------------------------------------------------------ | ------------------------------------------------------------------------ |
| 5-9-2024                                                                 | Buenos Aires                                                             | Argentina                                                                | 3 – 0                                                                    | Cile                                                                     | Qual. Mondiali 2026                                                      | -                                                                        | 89’                                                                      |
| 14-11-2024                                                               | Asunción                                                                 | Paraguay                                                                 | 2 – 1                                                                    | Argentina                                                                | Qual. Mondiali 2026                                                      | -                                                                        | 86’                                                                      |
| Totale                                                                   |                                                                          | Presenze                                                                 | 2                                                                        |                                                                          | Reti                                                                     | 0                                                                        |                                                                          |

## Palmarès

### Club

#### Competizioni nazionali
- Campionato MLS: 1

New York City: 2021

### Individuale
- Capocannoniere del Campionato MLS: 1

2021 (22 gol)
- MLS Best XI: 1

2021